# Aeropuerto de Gwangju
El Aeropuerto de Gwangju (en coreano: 광주공항) (IATA: KWJ, ICAO: RKJJ) es un aeropuerto en la ciudad de Gwangju, en el país asiático de Corea del Sur, que es administrado por la Corporación de Aeropuertos de Corea. En 2014, 1.470.096 pasajeros utilizaron el aeropuerto. Este aeropuerto está previsto para cerrarse cuando el aeropuerto internacional de Muan este más establecido.
El aeropuerto fue creado en noviembre de 1948. Tuvo su primer vuelo comercial en 1950. En ese momento, sin embargo, no se encontraba en Gwangju, pues estaba en la vecina Jangseong, como un centro de entrenamiento militar. El aeropuerto se trasladó a su actual ubicación en Sinchon -dong, Gwangsan-gu, en 1964. Fue tomada por la Corporación de Aeropuertos de Corea en 1990. La terminal del aeropuerto actual fue construida en 1994, momento en el que la antigua terminal fue reutilizada como terminal de carga .